# Армянская могучая кучка
Армянская могучая кучка — круг пяти армянских композиторов, которые родились в 1920—1921 гг., четверо из них окончили Ереванскую консерваторию, затем в 1946 году поступили на курсы Армянской культурной студии (жили они также при Доме культуры Армении). Фронтовик Лазарь (Газарос) Сарьян, в отличие от троих остальных, в 1941—1945 прошёл Великую Отечественную войну, поэтому в Ереванской консерватории не учился; он в 1950 году окончил Московскую консерваторию. Арно Бабаджанян получил дипломы и Ереванской (в 1947 г., экстерном), и Московской (в 1948-м) консерваторий.
Название этой когорте дано по ассоциации с известной Могучей кучкой русских композиторов (конец 50-х — начало 60-х годов XIX в.), куда также входили пятеро. Основными руководителями армянской пятёрки были Арам Хачатурян и Дмитрий Шостакович. Четверым членам группы присвоено звание народного артиста СССР; Александр Арутюнян и Арно Бабаджанян также стали лауреатами Государственной премии СССР в молодые годы (Арутюняну было 29 лет).

## Творчество
Путешествующая по Советской Армении в 1940-е годы Мариэтта Шагинян заметила молодых композиторов: «Арутюнян и Бабаджанян — ереванцы; Мирзоян — уроженец города Гори. У каждого из них уже наметилось своё музыкальное „лицо“».
Как отмечает критик Независимой газеты, эта группа армянских композиторов «являет собой блистательную пятерку длительного содружества — человеческого и созидательного, отразившегося на внутреннем мире каждого из них, на формировании их композиторского облика». В 1950 г. Арутюнян и Бабаджанян совместно сочинили «Армянскую рапсодию» и совместно исполняли её на двух роялях. Другой пример сотрудничества (на этот раз — Бабаджаняна и Лазаря Сарьяна) — совместная музыка к фильму «Песня первой любви». Известно совместное исполнение «Быстрого танца» Мирзояна автором и Бабаджаняном.
По словам пианиста и музыковеда Шагана Арцруни, «в мире музыки члены армянской могучей кучки основали армянскую музыкальную школу».

## Члены[7]
- Александр Арутюнян
- Арно Бабаджанян
- Эдвард Мирзоян
- Лазарь Сарьян
- Адам Худоян

## Книги
- Soviet Armenia, encyclopedia, ed. by V. Arzumanyan, Yerevan, 1987, p. 585
- Карине Тер-Саакян, Музыкант от Бога, Ноев Ковчег, N 09, 2006
- Soviet Literature, International Union of Revolutionary Writers, 1966, p. 197.